# Samuel Arango Reyes
Samuel Arango Reyes (Girón, 3 de mayo de 1911-Bogotá, 5 de junio de 1987) fue un abogado, economista y político colombiano, miembro del Partido Liberal Colombiano.
Nació en Girón, al norte del Departamento de Santander. Realizó su educación secundaria en el Colegio San Pedro Claver de Bucaramanga y se graduó como Doctor en Derecho y Ciencias Económicas de la Pontificia Universidad Javeriana. A lo largo de su carrera ejerció como Juez Superior en Bucaramanga y Magistrado del Consejo Superior de la Judicatura.
Arango ocupó varios ministerios durante los gobiernos conservadores de mediados del siglo XX, además ejerció como Secretario de Gobierno de Bucaramanga, alcalde de Bucaramanga, Registrador de Instrumentos Públicos y Privados y gobernador del departamento de Santander. Fue presidente de Ecopetrol, donde creó Cavipetrol.También se desempeñó como Consejero a la Legación de Colombia ante la Organización de  Naciones Unidas.